# Маяк Элдред-Рок
Маяк Элдред-Рок (англ. Eldred Rock Light) — маяк, расположенный на небольшом острове Элдред-Рок в Линн-Канале в боро Хейнс, Аляска, США. Открыт в 1905 году. Был автоматизирован в 1973 году. 6-й по высоте маяк штата.

## История
Через узкие проливы между островами на юго-востоке штата Аляска проходил путь из Скагуэя до крупных городов тихоокеанского побережья США, по которому доставлялось добытое золото во время золотой лихорадки на Клондайке. Сильные течения, туманы, дожди и скалистое побережье делали навигацию в этом районе сложной, потому правительство США выделило в 1900 году 100 000$ на строительство маяков в этом районе. Выделенных средств хватило только на 2 маяка: маяк островов Файв-Фингер и маяк острова Сентинел. Этих двух маяков было недостаточно, чтобы обеспечить безопасное судоходство в районе, потому было решено построить дополнительные маяки.
5 февраля в Линн-Канале затонул пассажирский пароход Клара Невада (англ. Clara Nevada), из-за его останков судоходство стало небезопасным, и это послужило достаточным основанием для выделения средств на строительство маяка на небольшом острове Элдред-Рок. Маяк представлял собой восьмиугольное бетонное строение с наклонной крышей, в центре которого располагалась восьмиугольная башня, где была расположена линза Френеля. Он был открыт 1 июня 1906 года, и стал первым маяком из бетона на Аляске . Маяк был автоматизирован Береговой охраной США в 1973 году. В настоящее время работает на солнечной энергии.
Оригинальные линзы Френеля, использовавшиеся в маяке, хранятся в музее города Хейнс с 1978 года.
В 1975 году маяк был включен в Национальный реестр исторических мест.

## Фотографии
- Фотография 2008 года, вид со стороны Линн-Канала
- Фотография, сделанная между 1908 и 1918 годом